# Nightmare (японская группа)
Nightmare (яп. ナイトメア Кошмар) — японская вижуал-кэй группа. Является одним из самых популярных коллективов данного направления и часто приглашается для записи саундтреков к аниме, например, для «Клеймор», «Тетради смерти» и «Нейро Ногами: детектив из Ада».

## История

### Дебют иUltimate Circus(2000—2003)
Группа Nightmare возникла в начале января 2000 года благодаря двум музыкантам: Сакито — соло-гитара и Хицуги — ритм-гитара. Затем к ним присоединились Ёми — вокал, Ни~я — бас-гитара и Дзэннин — ударные. Однако уже в июле Дзэннин ушёл из группы, а в ноябре его место занял Рука. Первый концерт группа отыграла в клубе «Big Boss», где у них перепутались провода, о чём участники группы потом вспоминали:
Точно! Мы много бегали по сцене, и все перепуталось. Мы оказались в смешном положении — HITSUGI
Их первый тур прошёл в августе в провинции Кансай и тогда же они представили свою первую демозапись, «Zange». Затем группа выпустила макси-сингл «Hankouki», записанный при участии компании SPEED-DISK.
Группа отправилась в свой следующий тур, который длился с марта по апрель и проходил в Нагое и Осаке. В июне Nightmare предложила публике сингл «Gaia -Nadir Side-», а чуть позже — его продолжение, «Gaia -Zenith Side-». Следующим релизом группы стал мини-альбом Outlaw.
В апреле 2003 года группа выпустила свой первый полный альбом под названием «no ore wa mono ~Omae». В том же году Nightmare получила статус major, подписав в июне соглашение с лейблом Nippon Crown. 21 августа в продажу поступил сингл «-Believe-», занявший двадцать четвёртое место в чарте Oricon. Три месяца спустя состоялся тур Ultimate Circus, целью которого было поддержать выход сингла «Akane/Hate/Over».

### LividиAnima(2004—2006)
В 2004 году Nightmare выпустила свой первый DVD и представила 3 сингла: «Tokyo Shounen», «Varuna» и «Cyan», которые вошли во второй альбом — Livid.
В 2005 году прошло первое живое выступление группы в Сэндае, а в апреле появился сингл «Jibun no Hana». В августе вышел ещё один сингл — «Яaven Loud Speeeaker», который, как и предыдущий сингл, вошёл в третий альбом Anima, выпущенный 22 февраля 2006 года.

### The World RulerиKiller Show(2007—2008)
В октябре 2006 года Nightmare выпустила «the WORLD/Alumina» — первый сингл, изданный под новым лейблом VAP. Эти 2 песни были использованы в качестве открывающей и закрывающей тем в первых 19 эпизодах аниме «Тетрадь смерти». 27 Февраля 2007 года вышел четвёртый студийный альбом The World Ruler, с которым группа гастролировала по всей Японии в течение трёх месяцев. Через месяц после окончания тура группа выпустила новый сингл «Raison d’Etre» — открывающая тема аниме «Клеймор», а в июне 2007 года провела трёхдневный концерт «The World Ruler Encore».
23 сентября 2007 года группа впервые выступила в Ниппон Будокан с концертом «Kyokuto Symphony ~The Five Stars Night~», билеты на который были проданы в течение двух недель. 3 октября вышел сингл «Konoha/Cloudy Dayz», а 7 ноября «Dirty», ставший открывающей темой аниме «Нейро Ногами: детектив из Ада». В декабре 2007 года группа закончила свой тур по Японии.
2008 год начался с выпуска «Nightmare 2003—2005 Single Collection», в который вошли лучшие песни изданные ранее. Также вышел первый концертный альбом «Kyokuto Symphony ~The Five Stars Night~ @Budokan», который был доступен для бесплатного скачивания. В марте 2008 года группа гастролировала с новым туром «Zepp Tour Six Point Killer Show», а 21 мая 2008 года был выпущен пятый студийный альбом Killer Show. 17 сентября вышел сингл «Lost in Blue/Kaiko Catharis», который используется как открывающая тема в анимэ Moryo no Hako, а вышедший 3 декабря сингл «Naked Love/Mad Black Machine» — в качестве закрывающей темы.

### Majestical Paradeи празднование 10-летия (2009—2010)
2009 год начался для Nightmare с двухдневного тура под названием «the 9th new departure», после которого группа объявила о скором выходе нового альбома Majestical Parade. Песня «MELODY» была доступна для бесплатного скачивания 29 апреля 2009 года на сайте Dwango, а 13 мая вышел и сам альбом. Сразу после выпуска группа отправилась в концертный тур «2009 Parade of Nine», который завершился 31 мая в городе Тояма. Летний тур группы закончился концертом «PARADE TOUR FINAL „MAJESTIC“», прошедший 29 августа на арене Ниппон Будокан, в котором группа выступала второй раз в своей истории. 22 сентября группа выпустила сингл «Rem/Love addict», после чего провела ещё 6 концертов и завершила выступления в 2009 году.
В 2010 году группа по случаю своего юбилея группа дала ряд интервью о её истории и творчестве. Были выпущены юбилейные DVD и новый сборник Gianizm, который вышел 1 января 2010 года. 9 января группа отыграла концерт в Сайтама Супер Арена, в который были включены 26 песен из ранее вышедших альбомов, а также новые, ещё не издававшиеся песни. 23 июня вышел новый сингл «a:FANTASIA», с которым группа начала тур «Gianizm», первый концерт прошёл в Сайтама Супер Арена, а завершился в городе Сендай. Финал тура завершился на арене Ниппон Будокан, в котором группа появилась третий раз. В перерыве между турами группа выпустила сборник Historical ~The Highest Nightmare~, содержащий несколько перезаписанных песен и одну новую. Последний концерт в 2010 году группа провела в зале «Makuhari Messe» 25 декабря.

### Nightmare и Scums (2011—2019)
В 2011 году группа объявила о новом шоу, которое должно было пройти 11 марта в городе Сендай, но из-за землетрясения тур перенесли на 30 марта. Также было объявлено о выпуске нового сингла «Vermilion» под новым лейблом Avex Group. После чего группа начала новый тур, который завершился 27 июня в «Tokyo Kokusai Forum Hall A». 7 сентября группа выпустила сингл «Sleeper» и сразу после этого отправилась в очередное турне под названием «Zeppelin». 17 октября 2012 года вышел сингл «Halloween Party», где принял участие гитарист Хицуги совместно с другими японскими исполнителями под руководством японского певца HYDE.
23 ноября 2011 года состоялся выход одноимённого альбома Nightmare, вслед за которым последовало трёхмесячное турне «Nightmare Tour 2011—2012 Nightmarish Reality». После завершения тура 29 февраля 2012 года вышел в свет сингл «Mimic». В июле—августе группа участвовала в туре «Natural Born Errors: Nightmare vs. Baroque» совместно с другой вижуал-кэй группой «Baroque». Также группа приняла участие в туре «My Little Hearts. Special Edition Vol.4» вместе с другими вижуал-кей группами, а 28 ноября 2012 года выпустила сингл «Deus Ex Machina».
30 января 2013 группа выпустила свой восьмой студийный альбом Scums, в который наряду с 12 новыми песнями вошли два ранее издававшихся сингла «Mimic» и «Deus Ex Machina». После этого группа провела новый тур, начавшийся 10 февраля под названием «Beautiful Scums». Окончание тура прошло 20 апреля в «Hibiya Kokaido».
В конце июня 2013 года группа объявила на своём официальном сайте о выпуске нового сингла — «Dizzy», а также DVD с концертом — «beautiful Scums 2013», которые вышли 21 августа 2013 года. В начале 2014 года вышел сингл «リライト» (Перезапись), который занял в чарте Oricon 2-е место, а 19 марта 2014 года вышел девятый студийный альбом TO BE OR NOT TO BE. Альбом показал средние результаты, заняв 11 место в чарте Oricon. Сразу после выхода альбома группа отправилась в тур по Японии называвшийся «TO BE OR NOT TO BE： That is the Question», а 25 июня 2014 года вышел 25 сингл группы «TABOO» (Запрет). 10 ноября на сайте группы появились сведения о новом сингле «Blur» (Пятно), который должен выйти 7 января 2015 года, и сведения о выходе DVD с записью одного из концертов тура «TO BE OR NOT TO BE： That is the Question», выход был намечен на 19 ноября 2014 года.
2 апреля 2016 г. в первый день тура "NIGHTMARE TOUR 2016 Awakening of Clowns", во время выступления проходившего в Sendai PIT (Сендай), было объявлено, что деятельность группы будет временно приостановлена к концу года.
С 2017 по 2019 годы участники группы осуществляли свою музыкальную деятельность преимущественно в сольных проектах (BULL FIELD / gremlins / JAKIGAN MEISTER / LSN / TAKE NO BREAK).

### Возвращение и 20-летие группы (2020—настоящее время)
В октябре 2019 года было объявлено о возобновлении деятельности группы. На 11 февраля 2020 года было запланировано живое выступление "NIGHTMARE 20th Anniversary SPECIAL LIVE" GIANIZM ~ Re-Evil ~ " на Yokohama Arena. Кроме того, объявлялось, что с 22 февраля по 20 марта состоится ограниченный тур для фан-клуба "NIGHTMARE FC LIMITED LIVE 2020", а 29 марта планировалось провести первое заграничное выступление "NIGHTMARE 20th Anniversary LIVE the WORLD" в Тайване , но выступления были отменены из-за эпидемии новой коронавирусной инфекции.
17 и 18 июля 2020 года, впервые за 4 месяца, состоялись живые выступления "NIGHTMARE 20th Anniversary Live DARKNESS BEFORE DAWN" в Shinkiba STUDIO COAST в Токио с ограниченным числом зрителей. Выступление 18 числа транслировалось в прямом эфире в Интернете. После этого, с 3 по 11 октября, был проведен тур "NIGHTMARE 20th Anniversary Tour [ink]arnation" по четырем городам: Сендай, Осака, Нагоя и Токио. А 7 октября вышел первый после возобновления деятельности группы сингл "ink". С 4 декабря по 10 декабря прошёл тур "NIGHTMARE 20th Anniversary Last Tour".
В марте 2021 состоялся релиз сингла "Cry for the moon" занявший 3-е место в чарте Oricon . Также в 2020 году NIGHTMARE провели живые выступления посвящённые дням рождения участников группы. 17 ноября 2021 года состоялся релиз сингла "Sinners", в конце 2021 года (с 22 ноября по 26 декабря) прошёл национальный тур "NIGHTMARE TOUR 2021 Sweet Sinners", а 27 декабря состоялось совместное с тремя другими группами мероприятие "火炎瓶" (яп. "Коктейль Молотова"), где была объявлена дата выпуска следующего альбома Nightmare "NOX:LUX" - 16 марта 2022 года.

## Sendai Kamotsu
Sendai Kamotsu является другим проектом группы Nightmare. Он сформировался в сентябре 2001 года и состоял из тех же участников группы Nightmare, образы которых были изменены до неузнаваемости. Группа стала известной ещё до популярности Nightmare и выпускала новые песни и альбомы до 2013 года включительно. Всего же группа Sendai Kamotsu выпустила 4 студийных и 1 концертный альбом, 5 синглов и 9 DVD.

## Основной состав
- Ёми (Yomi) — Дзюн Тиба (вокал)
- Сакито (Sakito) — Такахиро Сакагути (соло-гитара)
- Хицуги (Hitsugi) — Мицуо Икари (ритм-гитара)
- Ни~я (Ni~ya) — Юдзи Баба (бас-гитара)
- Рука (Ruka) — Карино Сатору (ударные)

Гитаристы группы Сакито и Хицуги играют на сигнатурных моделях ESP.

## Дискография

### Альбомы
- Ultimate Circus — (25 декабря 2003)
- Livid — (25 ноября 2004)
- Anima — (22 февраля 2006)
- The World Ruler — (28 февраля 2007)
- Killer Show — (21 мая 2008)
- Majestical Parade — (13 мая 2009)
- Nightmare — (23 ноября 2011)
- Scums — (30 января 2013)
- TO BE OR NOT TO BE — (19 марта 2014)
- Carpe Diem — (25 марта 2015)

### Мини-альбомы
- Outlaw アウトロー 21 ноября 2002
- Gianism ~omae no mono wa ore no mono 21 мая 2003

### Синглы
- «Hankōki» (犯行期) 21 сентября 2001
- «Gaia~Zenith Side~» 5 июня 2002
- «Gaia~Nadir Side~» 21 августа 2002
- «Jiyuu Honpo Tenshin Ranman» [1st Press] (自由奔放天真爛漫) 21 февраля 2002
- «Crash!? Nightmare Channel» (クラッシュ！？ナイトメアチャンネル) 31 октября 2002
- «-Believe-» 21 августа 2003
- «Akane/Hate/Over» (茜/HATE/Over) 21 ноября 2003
- «Varuna» 21 апреля 2004
- «Tokyo Shounen» (東京傷年) 22 июля 2004
- «Cyan» (シアン) 22 октября 2004
- «Jibun no Hana» (時分ノ花) 1 апреля 2005
- «Яaven Loud Speeeaker» 10 августа 2005
- «livEVIL» (リヴィーヴル) 7 декабря 2005
- «the WORLD/Alumina» (アルミナ) 18 октября 2006
- «Raison d’Etre» (レゾンデートル) 6 июня 2007
- «Konoha/Cloudy Dayz» (このは) 3 октября 2007
- «Dirty» 7 ноября 2007
- «Lost in Blue/Kaiko Catharis» 17 сентября 2008
- «Naked Love/Mad Black Machine» 3 декабря 2008
- «Rem /Love addict» 22 сентября 2009
- «a:FANTASIA» 23 июня 2010
- «Vermilion» 18 мая 2011
- «Sleeper» 7 сентября 2011
- «Mimic» 29 февраля 2012
- «Deus Ex Machina» 28 ноября 2012
- «Dizzy» 21 августа 2013
- «リライト» 8 января 2014
- «TABOO» 25 июня 2014
- «Blur» 7 января 2015
- «Ralkuen» 28 октября 2015
- "Awakening 23 марта 2016

### Демозаписи
- Untitled 2001
- Sabato サバト 2001
- 'Danzai 断罪
- 5 + 1 = ? 2001
- Yaen 夜宴 апрель 2001
- Untitled 13 июля 2001
- Zange 懺悔 August 15 августа 2001
- akahana no tonakai 赤鼻のトナカイ 25 декабря 2001

### Сборники
- SENDAI CITY ROCK HERO’Z 21 декабря 2001
- band yarouze ばんどやろうぜ февраль 2002
- Decadence 2002 14 марта 2002
- SHOCK JAM CD Edition.1 1 октября 2002
- Shock Edge 2002 21 октября 2002
- HI
- Historical ~The Highest Nightmare~
- Nightmare 2003—2005 Single Collection
- Gianism Best Ofs
- Kyokuto Symphony ~The Five Stars Night~ @Budokan
- Gianizm — (1 января 2010)

### Концертные альбомы
- «Ultimate Circus» декабрь 2003
- «Tour CPU 2004» 2004
- «Gianism Tsu» 2006
- «the WORLD RULER ENCORE.» июнь 2007
- «Far East Symphony ~the FIVE STARS NIGHT~» 23 сентября 2007
- «DIRTY Influence» декабрь 2007
- «2008 ZEPP TOUR six point killer show» март 2008
- «ZEPP Sendai (Charity Concert)» 26 сентября 2008
- «Nightmare LIVE HOUSE TOUR 2008 killer show» 2008
- «Nightmare TOUR 2008 Grand killer show» 2008
- «the 9th new departure» 2009
- «NIGHTMARE LIVE HOUSE TOUR 2009 PARADE OF NINE» май 2009
- «NIGHTMARE TOUR 2009 PARADE~Start of pest eve~.» 17 мая 2009
- «PARADE TOUR FINAL „MAJESTIC“» 29 августа 2009
- «six-show Fan Club-only Live House tour» декабрь 2009
- «10th anniversary Special Live @ Saitama Super Arena» 9 января 2010
- Nightmare Tour 2011—2012 Nightmarish Reality декабрь 2011
- NIGHTMARE TOUR 2013 «beautiful SCUMS» 21 августа 2013
- NIGHTMARE TOUR 2014 TO BE OR NOT TO BE：That is the Question 19 ноября 2014